# 用田和仁
用田 和仁（もちだ かずひと、1952年7月16日 - ）は、福岡県出身の元陸上自衛官。陸将。

## 経歴
福岡県立修猷館高等学校から防衛大学校へ進学、同大学校土木科卒業（19期）後に陸上自衛隊へ配属される。陸上幕僚監部人事部計画課長を振り出しに陸上幕僚監部教育訓練部長・統合幕僚監部運用部長・第7師団長などを歴任し、西部方面総監（2008年3月 - 2010年3月）を最後に退官。退官後は三菱重工業顧問。
近年（2020年）は日本ビジネスプレスにてコラムニストも務め、外交や国防に関する記事を中心に寄稿を行っている。